# Anne François
Anne François es una deportista francesa que compitió en vela en la clase Mistral.
Ganó una medalla de plata en el Campeonato Mundial de Mistral de 1995, y una medalla de plata en el Campeonato Europeo de Mistral de 1995.

## Palmarés internacional
| \| Campeonato Mundial \| Campeonato Mundial \| Campeonato Mundial \| Campeonato Mundial \| \| Año \| Lugar \| Medalla \| Clase \| \| ------------------ \| -------------------------- \| ------------------ \| ------------------ \| \| 1995 \| Port Elizabeth (Sudáfrica) \| Medalla de plata \| Mistral \| \| Campeonato Europeo \| \| \| \| \| Año \| Lugar \| Medalla \| Clase \| \| 1995 \| Sandown (Reino Unido) \| Medalla de plata \| Mistral \| |                            |                  |         |
| Campeonato Mundial |                            |                  |         |
| Año | Lugar                      | Medalla          | Clase   |
| 1995 | Port Elizabeth (Sudáfrica) | Medalla de plata | Mistral |
| Campeonato Europeo |                            |                  |         |
| Año | Lugar                      | Medalla          | Clase   |
| 1995 | Sandown (Reino Unido)      | Medalla de plata | Mistral |